# Tjesnac Mycale
Tjesnac Mycale (grčki: Στενό της Μυκάλης ; tur. Dilek Geçidi), također poznat kao Samoski tjesnac, je uski tjesnac koji odvaja otok Samos od Anatolije (Turska) u istočnom Egejskom moru. Na najužem mjestu je širok samo 1,6 km; što ga čini najužim tjesnacem između bilo kojeg egejskog otoka i Turske. Ime je dobio po obližnjoj planina Mycale na turskom kopnu. Nacionalni park Poluotok Dilek-Büyük Menderes Delta, koji se nalazi u okrugu Kuşadası u pokrajini Aydın, smješten je duž turske strane tjesnaca.